# La Font Vella (Tivissa)
La Font Vella és una obra de Tivissa (Ribera d'Ebre) inclosa a l'Inventari del Patrimoni Arquitectònic de Catalunya.

## Descripció
Font que està situada en un extrem de la plaça del Mestre Cabré, en un mur amb dos arcs de mig punt de pedra cecs. Sota d'un d'ells hi ha un brollador metàl·lic molt baix. L'aigua cau en una pica rebaixada respecte el nivell del paviment.

## Història
Aquesta font subministrava d'aigua a la població. A sobre d'ella hi ha una antiga creu.